# Distrito Escolar Unificado Hacienda La Puente
El Distrito Escolar Unificado Hacienda La Puente (Hacienda La Puente Unified School District, HLPUSD) es un distrito escolar de California; tiene su sede en Industry. Sirve a Industry, La Puente, Hacienda Heights, Valinda.
A partir de 2016 gestiona 17 escuelas primarias, 4 escuelas medias, 6 escuelas K-8, 4 escuelas preparatorias comprehensivas, una escuela preparatoria alternativa, un programa para adultos, una unidad de traumatología, y un programa de desarrollo infantil; tiene más de 22.000 estudiantes.